# Oddone II di Borgogna
Oddone II di Borgogna in francese Eudes II de Bourgogne (1118 – 27 giugno 1162) fu duca di Borgogna dal 1143 alla sua morte.

## Origine
Oddone, come conferma la Histoire généalogique des ducs de Bourgogne de la maison de France, era il figlio maschio primogenito del duca di Borgogna, Ugo II e di Matilda di Mayenne ( - dopo il 1162), figlia di Bosone I di Turenna, visconte di Turenna (anche se prima aveva ipotizzato che potesse essere figlia di Raimondo di Saint-Gilles, conte di Saint-Gilles, marchese di Gotia, Conte di Tolosa, che fu uno dei baroni della Prima Crociata (Crociata dei baroni) e, dal 1102,fu anche conte di Tripoli).
Secondo il monaco e cronista inglese, Orderico Vitale, Ugo II di Borgogna era il figlio maschio primogenita del duca di Borgogna Oddone I (1058-1102) e della moglie, Matilde di Borgogna, nota anche come Sibilla di Borgogna (circa 1064 – dopo il 1087), figlia, sempre secondo Orderico Vitale del conte di Borgogna Guglielmo I (1020-1087) e della terza contessa di Vienne, Stefania (1035 – 1088); la paternità di Ugo ci viene confermata anche dalla Chronica Albrici Monachi Trium Fontium.
Il suo prozio, Enrico (1066-1112) divenne un vassallo del re di Castiglia, Alfonso VI e signore feudale della contea del Portogallo sposando, nel 1093, la figlia illegittima di Alfonso VI, Teresa di León ed il loro figlio fu Alfonso Henriques, primo re di Portogallo, dal 1139.

## Biografia
In gioventù, Oddone si recò nel contado Portucalense per combattere a fianco del cugino, Alfonso Henriques, contro i musulmani di al-Andalus.
Suo padre, Ugo II morì nel 1143 (la Histoire généalogique des ducs de Bourgogne de la maison de France riporta la morte, nel 1142) lasciando il ducato al figlio maschio primogenito, Oddone.
Nel 1143, alla morte del padre, gli subentrò nel titolo di duca di Borgogna e pare che non abbia seguito la politica del padre di fedeltà e obbedienza al re di Francia della dinastia capetingia, Luigi VII, non appoggiandolo nelle guerre contro i propri vassalli, né seguendolo nella crociata in Terra santa (1147-1149), come ci viene confermato dalla Histoire des ducs de Bourgogne de la race capétienne, tome II, mentre molti dei suoi vassalli avevano seguito il re Luigi VII.
Anzi Oddone fu un signore feudale che non rifuggì da attività tipiche del predone, come già avevano fatto suo nonno, Oddone I e suo trisavolo, Roberto I, anche contro congregazioni ecclesiastiche (il papa Eugenio III lo redarguì con una lettera datata 24 ottobre 1150; compensava però il suo comportamento con numerose donazioni ai monasteri di Citeaux, Fontenay e Quincy, usando spesso la frase: come l'acqua spegne il fuoco, l'elemosina cancella il peccato (de même que l'eau éteint le feu, l'aumône éteint le péché). Comunque il ducato continuò ad avere un periodo di pace e prosperità.
Oddone, nel 1160, divenne cognato del re Luigi VII, che nel mese di ottobre aveva sposato Adèle di Champagne, la sorella di sua moglie, Maria
Oddone morì nel 1162, dopo che in quello stesso anno era stato scomunicato da suo fratello, Enrico, vescovo di Autun; secondo la Histoire des ducs de Bourgogne de la race capétienne, tome V, obituaire de Moleme, morì il 27 settembre (V Kal October obit Odo dux Burgundiae); la morte nel mese di settembre viene confermata anche dagli Annales S. Benigni Divionensis (1162. Hoc anno obiit mense Sept. Odo dux Burgundiæ, relinquens filium Hugonem). Oddone venne tumulato nell'Abbazia di Cîteaux, accanto al padre, Ugo II ed al nonno, Oddone I .
Il ducato passò all'unico figlio maschio, Ugo, che per qualche anno governò sotto la tutela della madre, Maria di Blois, come ci viene confermato dalla Histoire des ducs de Bourgogne de la race capétienne, tome II.
Pare che Oddone fu il primo dei duchi di Borgogna ad adottare lo stemma di Borgogna: liste d'oro e di azzurro, con bordatura in rosso.

## Matrimonio e discendenza
Nel 1145, Oddone aveva sposato una delle figlie del conte di Champagne e di Blois, Tebaldo IV di Blois, Maria di Blois (1128; † 1190), come ci viene confermato dalla Histoire des ducs de Bourgogne de la race capétienne, tome II; anche Guglielmo di Tiro, che è stato arcivescovo della città di Tiro, nell'odierno Libano, nel suo Historia rerum in partibus transmarinis gestarum, cita il duca Ugo III come figlio della sorella di Tebaldo V di Blois, mentre gli Annales S. Benigni Divionensis la citano come madre di Ugo III, duca di Borgogna (Hugo, dux Burgundie, filius filie comitis Theobaldi comitis Campanie). Maria era la figlia primogenita del conte di Blois, di Chartres, di Meaux e di Châteaudun, signore di Sancerre e Amboise, conte di Troyes e conte di Champagne, Tebaldo, come ci viene confermata anche dalla Chronica Albrici Monachi Trium Fontium e di Matilde di Carinzia, figlia del duca di Carinzia, Enghelberto, come ci conferma Orderico Vitale nel volume VI, libro XI del suo Historia Ecclesiastica, Libri tredicim. Maria, rimasta vedova, nel 1162, dopo aver retto il ducato per alcuni anni col figlio, Ugo, nel 1165, si ritirò in monastero e, nel 1174, divenne badessa dell'abbazia di Fontevrault, dove morì verso il 1190 (la Histoire généalogique des ducs de Bourgogne de la maison de France riporta la morte il 6 agosto.
Oddone da Maria di Blois ebbe quattro figli:
- Alice di Borgogna (1146 - 1192), sposò nel 1164 Arcimbaldo di Borbone il Giovane, figlio del signore di Borbone Arcimbaldo VII, come ci conferma il Gaufredi Prioris Vosiensis, Pars Altera Chronici Lemovicensis XXI[26];
- Ugo (1148 - 1192), duca di Borgogna[19];
- Matilde (1150- 1202), signora di Linaes, sposò il conte d'Alvernia, Roberto IV[27];
- una figlia, che sposò Roberto, signore di Boisleux, come ci viene confermato dal Les ducs de Bourgogne et la formation du duché du Xie au XIVe siècle (non consultato)[22].

## Ascendenza
|                       |   |                         | Genitori                            |  |  | Nonni |  |  | Bisnonni           |  |  | Trisnonni             |  |
|                       |   |                         |                                     |  |  |       |  |  | Enrico di Borgogna |  |  | Roberto I di Borgogna |  |
|                       |   |                         |                                     |  |  |       |  |  | Enrico di Borgogna |  |  | Roberto I di Borgogna |  |
|                       |   | Hélie de Semur          |                                     |  |  |       |  |  | Enrico di Borgogna |  |  |                       |  |
| Oddone I di Borgogna  |   |                         |                                     |  |  |       |  |  | Enrico di Borgogna |  |  |                       |  |
|                       |   | Sibilla di Barcellona   | Berengario Raimondo I di Barcellona |  |  |       |  |  |                    |  |  |                       |  |
|                       |   | Sibilla di Barcellona   | Berengario Raimondo I di Barcellona |  |  |       |  |  |                    |  |  |                       |  |
|                       |   | Sibilla di Barcellona   | Gisela de Lluça                     |  |  |       |  |  |                    |  |  |                       |  |
| Ugo II di Borgogna    |   | Sibilla di Barcellona   |                                     |  |  |       |  |  |                    |  |  |                       |  |
|                       |   | Guglielmo I di Borgogna | Rinaldo I di Borgogna               |  |  |       |  |  |                    |  |  |                       |  |
|                       |   | Guglielmo I di Borgogna | Rinaldo I di Borgogna               |  |  |       |  |  |                    |  |  |                       |  |
|                       |   | Guglielmo I di Borgogna | Alice di Normandia                  |  |  |       |  |  |                    |  |  |                       |  |
| Matilde di Borgogna   |   | Guglielmo I di Borgogna |                                     |  |  |       |  |  |                    |  |  |                       |  |
|                       |   | Stefania di Borgogna    | …                                   |  |  |       |  |  |                    |  |  |                       |  |
|                       |   | Stefania di Borgogna    | …                                   |  |  |       |  |  |                    |  |  |                       |  |
|                       |   | Stefania di Borgogna    | …                                   |  |  |       |  |  |                    |  |  |                       |  |
| Oddone II di Borgogna |   | Stefania di Borgogna    |                                     |  |  |       |  |  |                    |  |  |                       |  |
|                       | … | …                       |                                     |  |  |       |  |  |                    |  |  |                       |  |
|                       | … | …                       |                                     |  |  |       |  |  |                    |  |  |                       |  |
|                       | … | …                       |                                     |  |  |       |  |  |                    |  |  |                       |  |
| Bosone I di Turenna   | … |                         |                                     |  |  |       |  |  |                    |  |  |                       |  |
|                       |   | …                       | …                                   |  |  |       |  |  |                    |  |  |                       |  |
|                       |   | …                       | …                                   |  |  |       |  |  |                    |  |  |                       |  |
|                       |   | …                       | …                                   |  |  |       |  |  |                    |  |  |                       |  |
| Matilde di Mayenne    |   | …                       |                                     |  |  |       |  |  |                    |  |  |                       |  |
|                       |   | …                       | …                                   |  |  |       |  |  |                    |  |  |                       |  |
|                       |   | …                       | …                                   |  |  |       |  |  |                    |  |  |                       |  |
|                       |   | …                       | …                                   |  |  |       |  |  |                    |  |  |                       |  |
| …                     |   | …                       |                                     |  |  |       |  |  |                    |  |  |                       |  |
|                       |   | …                       | …                                   |  |  |       |  |  |                    |  |  |                       |  |
|                       |   | …                       | …                                   |  |  |       |  |  |                    |  |  |                       |  |
|                       |   | …                       | …                                   |  |  |       |  |  |                    |  |  |                       |  |
|                       |   | …                       |                                     |  |  |       |  |  |                    |  |  |                       |  |

### Fonti primarie
- (LA)  Saeculum XII. Orderici Vitalis,... Historia ecclesiastica.
- (LA)  Orderici Vitalis, Historiae ecclesiasticae libri tredecim. Tome 5.
- (LA)  Monumenta Germaniae Historica, Scriptores, tomus V.
- (LA)  Monumenta Germaniae Historica, Scriptores, tomus XXIII.
- (LA)  Historia rerum in partibus transmarinis gestarum.
- (LA, FR)  Histoire des ducs de Bourgogne de la race capétienne, tome V.
- (LA)  Recueil des historiens des Gaules et de la France. Tome 18.

### Letteratura storiografica
- Louis Alphen, '"La Francia: Luigi VI e Luigi VII (1108-1180)", cap. XVII, vol. V (Il trionfo del papato e lo sviluppo comunale) della Storia del Mondo Medievale, 1980, pp. 705–739
- (FR)  Histoire des ducs de Bourgogne de la race capétienne.
- (FR)  Histoire des ducs de Bourgogne de la race capétienne, tome II.
- (FR)  Histoire généalogique des ducs de Bourgogne de la maison de France.